# Cheri Elliott
Cheri Elliott, née le 17 avril 1970 à Citrus Heights, est une ancienne coureuse cycliste américaine, spécialiste de la descente et du dual slalom en VTT.
Elle est admise au Temple de la renommée du cyclisme américain en 2008.

## Palmarès en VTT

### Championnats du monde
- Mont Sainte-Anne 1998
  -  Médaillée de bronze du championnat du monde de descente

### Coupe du monde
- Coupe du monde de dual Slalom
  - 9e en 1998
  - 7e en 1999
  - 8e en 2000

### Autres
- 1998
  - 3e de Squaw Valley - descente (coupe du monde)
  - 3e de Nevegal - dual slalom (coupe du monde)
- 1999
  - 3e de Bromont - dual slalom (coupe du monde)